# Thomas McClary

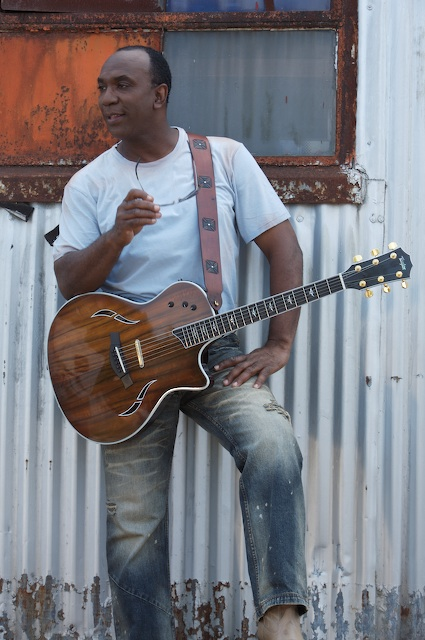
Thomas McClary (2007)

Thomas McClary (* 6. Oktober 1949 in Eustis, Florida) ist ein US-amerikanischer Gitarrist, Sänger, Songwriter und Plattenproduzent, der als Gründer und Leadgitarrist von The Commodores bekannt ist. McClary wird zugeschrieben, den charakteristischen Sound der Originalmusik von The Commodores geschaffen zu haben.

## Leben und Karriere
McClary wurde 1949 in Eustis, Florida, geboren. Er war einer der ersten afroamerikanischen Schüler, die das Schulsystem in Florida vor der Durchsetzung von Brown gegen Board of Education integriert haben. McClary begann schon sehr früh mit dem Musizieren, angefangen mit der Ukulele, über die Akustikgitarre bis hin zur E-Gitarre. Nach seinem Abschluss besuchte McClary das College der Tuskegee University in Alabama. Als Studienanfänger an der Tuskegee University traf McClary Lionel Richie in der Registrierungszeile. Die beiden wurden Freunde und gründeten 1968 die Band, die sie ursprünglich The Mystics nannten. McClary war der Leadgitarrist. Die Gruppe spielte lokale Gigs, fügte Mitglieder hinzu und änderte ihren Namen in Commodores.
McClary war 15 Jahre Leadgitarrist den Commodores. Sein Gitarrensolo im Commodores-Song „Easy“ brachte seine erste Aufnahme im Rolling Stone ein und wurde als „eine der besten Solo-Gitarrenauftritte“ bezeichnet. Während seiner Zeit bei den Commodores schrieb McClary mit „Slippery When Wet“ eine der ersten Singles der Gruppe. Dieser Song beeinflusste den Hit „Play that Funky Music“ der Gruppe Wild Cherry. „Brick House“, „Too Hot ta Trot“ und „I Feel Sanctified“ gehören zu den vielen Songs, mit denen McClary zum Erfolg der Band beigetragen hat. Das klassische Jazzinstrumental „Cebu“ von den Commodores ist ein weiteres Beispiel für McClarys Schreibstil.
McClarys musikalischer Einfluss bewegte sich später dann nur noch außerhalb von The Commodores. Aus dem Endless Love-Soundtrack schrieb er zusammen mit Lionel Richie „Dreaming of You“, das von Richie und Diana Ross sowie von Kenny Rogers „Without You In My Life“ aufgeführt wurde. McClary schrieb und produzierte mehrere Songs für die 1980er Jahre Popgruppe Klique des.
Nach Verlassen der Commodores im Jahr 1984 unterzeichnete McClary einen Solo-Vertrag mit Motown und veröffentlichte im folgenden Jahr ein Solo-Album mit dem Titel „Thomas McClary“, das die beliebte Single „Thin Walls“ enthielt, die auf Platz 57 der Billboard R & B Charts kletterte.
1986 kehrte McClary nach Florida zurück und wandte sich seinen christlichen Wurzeln zu, indem er Musikdirektor seiner Kirche wurde und ein Plattenlabel für Gospelmusik gründete, unter dem er 2008 das Album „A Revolution Not a Revival“ veröffentlichte.
Am 18. September 2017 wurden McClarys Memoiren „Rock and Soul“ veröffentlicht.